# Горохова, Елена (спортсменка)
Елена Горохова (род. 6 ноября 1972, Бельцы) — советская и молдавская биатлонистка и лыжница. Участница зимних Олимпийских игр 1994, 1998, 2002 и 2006 годов. Первая женщина, представлявшая Молдавию на Олимпийских играх.

## Биография
Елена Горохова родилась 6 ноября 1972 года в городе Бельцы Молдавской ССР (сейчас в Молдавии).
По образованию учитель. Жила в Кишинёве.
Начала заниматься биатлоном в кишинёвском ЦСКА под началом тренера Надежды Бриа.
В 1990 году дебютировала на международных соревнованиях, выступив в спринте в Рупольдинге.
На крупнейших международных соревнованиях не добивалась значимых результатов.
В 1994 году вошла в состав сборной Молдавии на зимних Олимпийских играх в Лиллехаммере. В биатлоне в спринте на 7,5 км заняла последнее, 69-е место, показав результат 35 минут 4,1 секунды и уступив 8 минут 55,3 секунды завоевавшей золото Мириам Бедар из Канады. На дистанции 15 км заняла последнее, 68-е место с результатом 1 час 13,33,1 секунды, уступив 21 минуту 26,5 секунды завоевавшей золото Мириам Бедар из Канады.
Горохова стала первой женщиной, представлявшей Молдавию на Олимпийских играх.
В 1998 году вошла в состав сборной Молдавии на зимних Олимпийских играх в Нагано. В биатлоне в спринте на 7,5 км заняла 62-е место с результатом 28.21,5, уступив 5 минут 13,5 секунды победительнице Галине Куклевой из России. На дистанции 15 км заняла 62-е место с результатом 1:09.18,1, уступив 14 минут 26,1 секунды завоевавшей золото Екатерине Дафовской из Болгарии.
В 2001 году начала выступать также на соревнованиях по лыжным гонкам.
В 2002 году вошла в состав сборной Молдавии на зимних Олимпийских играх в Солт-Лейк-Сити. В лыжных гонках в спринте заняла в квалификации 55-е место с результатом 3.43,82, уступив 25,04 секунды попавшей в четвертьфинал с 16-го места Мадоке Нацуми из Японии. На дистанции 15 км не не завершила гонку.
В 2006 году вошла в состав сборной Молдавии на зимних Олимпийских играх в Турине. В биатлоне в спринте на 7,5 км заняла 68-е место с результатом 26.23,9, уступив 3 минуты 52,5 секунды победительнице Флоренс Баверель из Франции. В лыжных гонках в спринте заняла в квалификации 62-е место с результатом 2.31,61, уступив 13,47 секунды попавшей в финал с 16-го места Штефани Бёлер из Германии.
Завершила карьеру в 2010 году.